# Spoorslag '70

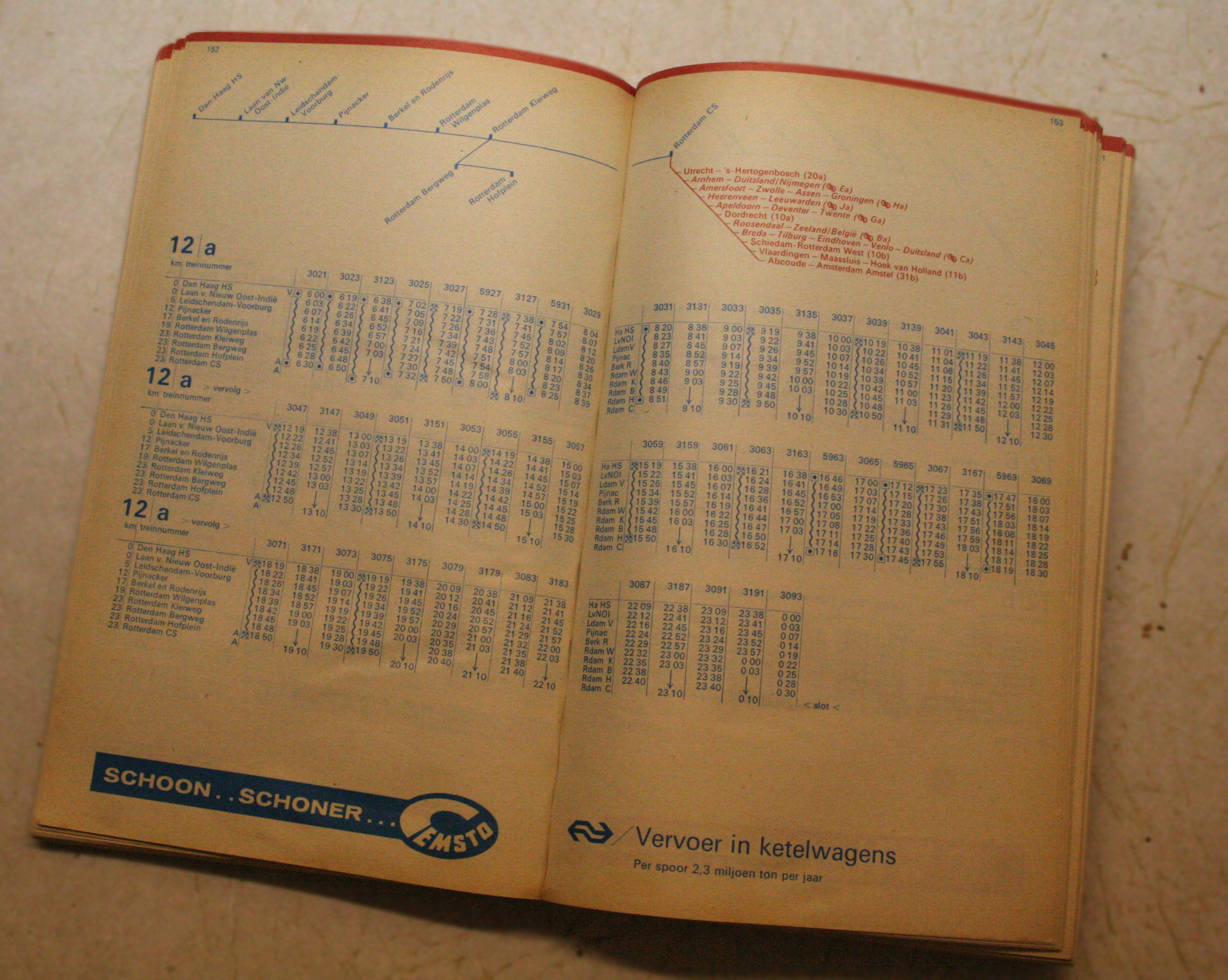
Een pagina uit het spoorboekje 1970, in dit geval de Hofpleinlijn. De Zoetermeer Stadslijn was destijds nog niet in gebruik.

Onder de naam Spoorslag '70 voerden de Nederlandse Spoorwegen (NS) in het voorjaar van 1970 een sterk verbeterde nieuwe dienstregeling in. Spoorslag '70 maakte deel uit van het meer omvattende programma Spoor naar '75, dat in januari 1969 door de toenmalige Hoofddirectie der NS werd gepresenteerd. Het feit dat de spoorwegen op zo korte termijn zo veel konden veranderen heeft indruk gemaakt en dat is wellicht de reden dat de naam Spoorslag '70 meer is blijven hangen dan Spoor naar '75.

## Maatschappelijke functie
In de jaren zestig van de 20e eeuw begon NS verlies te maken. Net zoals elders in Europa won de auto aan populariteit ten koste van de trein. De sluiting van de kolenmijnen in Zuid-Limburg deed het goederenvervoer (kolentransport) krimpen. De gebruikelijke manier om een verlieslatend bedrijf aan te pakken is bezuinigen en afstoten van onrendabele onderdelen. NS zag hier tegenop. De lonen waren in vergelijking met de rest van Nederland al zeer laag, wat reeds in 1961 tot protesten leidde. Omdat bij de spoorwegen sprake is van netwerksamenhang was het ook lastig om veel spoorlijnen te sluiten: de ene lijn voert reizigers aan voor de andere. Als een onrendabele lijn gesloten wordt, zouden minder reizigers naar het resterende net worden aangevoerd. Dan daalt de rendabiliteit van het resterende net en de vrees was dat dan nog meer lijnen gesloten zouden moeten worden tot er uiteindelijk niets meer over zou zijn. NS loste dit op door het hele net onrendabel te verklaren. De overheid vond het openbaar vervoer belangrijk genoeg voor de Nederlandse maatschappij om NS en de stads- en streekvervoerders eind jaren zestig een structurele subsidie, bijdrage in de exploitatie, toe te kennen. Bovendien mocht dat ook van "Europa": in regeling 1191/69 stond de EEG toe dat spoorwegbedrijven door hun nationale overheden werden gecompenseerd voor verliezen op onrendabele maar maatschappelijk nuttig geachte activiteiten (Compensatie Bedrijfsvreemde Lasten).
In reactie op beide ontwikkelingen kwam de NS in beweging. NS liet van het ene jaar op het andere zo'n 40% meer treinen rijden. De kosten die dit met zich meebracht werden goedgemaakt door vervoergroei en verbeterde efficiëntie.

## Samenhangend openbaar vervoer
Om te kunnen concurreren met de auto moest het openbaar vervoer gezien worden als één samenhangend systeem, waarin de verschillende bedrijven elkaar niet beconcurreerden. Voor NS was dit in feite een oud thema, omdat het bedrijf en zijn voorgangers zich al de gehele 20e eeuw hadden verzet tegen concurrerende buslijnen.
Met Spoorslag '70 werd dit oude uitgangspunt van een nieuwe ideologische onderbouwing voorzien. NS zou tevens een leidende rol op zich nemen in het coördineren en promoten van dit samenhangende netwerk.

## Spoor naar '75
In januari 1969 presenteerde de NS het plan Spoor naar '75. Dit plan bestond uit twee gedeelten: Spoorslag '70 en de Plannen tot sanering en wederinpassing van het spoorwegstelsel in de vervoersbehoeften van het Nederlandse volk in de jaren 1970-1975.
Dit artikel behandelt alleen Spoorslag '70.

## Dienstregeling Spoorslag '70
Het belangrijkste deel van Spoorslag '70 was een nieuwe dienstregeling. Deze dienstregeling werd gekenmerkt door:
- Gecadanseerde dienstregeling
- Consequente en verbeterde aansluitingen (knooppuntdienstregeling)
- Een dienstregeling die in de beide reisrichtingen dezelfde reistijden en overstapmogelijkheden biedt. (symmetrische dienstregeling)
- Een nieuw netwerk van Intercity-, snel- en stoptreinen.

In dit artikel wordt hieronder uitgebreid ingegaan op het intercitynetwerk in de periode 1970-2007.
Voor de invoering van Spoorslag '70 waren er ook snel- en stoptreinen, maar in lagere frequenties en met wisselende stops - meer afhankelijk van het reizigersaanbod. Restanten hiervan zijn tot op de dag van vandaag nog steeds te vinden.
Spoorslag '70 bracht vooral hogere frequenties en de verbeterde aansluitingen tussen de treinen. Hierdoor werd de reisduur over het gehele vervoernetwerk korter (want wachttijd is ook reistijd). Daarmee werd de trein aantrekkelijker. Deze kwaliteitssprong was mogelijk met zeer beperkte investeringen in de infrastructuur. Een aantal stations moest worden vergroot en op enkele plaatsen werd de baanvaksnelheid verhoogd van 130 naar 140 km/u, zodat de treinen hun aansluitingen konden halen.
De spoorwegen hebben hun dienstregeling altijd al als een raderwerk gepland, waarbij de volgorde van de treinen van tevoren in de dienstregeling werd bepaald en de treinbewegingen zorgvuldig op de beschikbare infrastructuur werden afgestemd. Spoorslag '70 is wat dit betreft de overtreffende trap. Naast de afstemming van treinbewegingen op infrastructuur kwamen de eisen van klokvastheid, aansluitingen en symmetrie. Om een dergelijke dienstregeling te kunnen maken moeten duizenden keuzen gemaakt worden die onderling samenhangen. Het maken van een dienstregeling wordt gezien als een technische bezigheid maar in feite is het een bezigheid die een hoge mate van intuïtie en virtuositeit vraagt, eerder vergelijkbaar met een concertpartituur. Zoals grote kunstwerken de eruditie nodig hebben van één leidend kunstenaar, zo was ook de dienstregeling van Spoorslag '70 in hoofdzaak het werk van één man: ir. Maurits van Witsen, een wiskundige die bij de totstandkoming van Spoorslag '70 adviseur was van NS en later bij NS in dienst zou treden.
Bij de kenmerken van Spoorslag '70 moeten enkele kanttekeningen worden geplaatst. De klokvaste vertrektijden leveren het voordeel van een eenvoudig te onthouden dienstregeling, in de praktijk werd en wordt hier voor de eerste en laatste treinen van de dag van afgeweken. De consequente en verbeterde aansluitingen maken een netwerk op papier overzichtelijk. Voor de reiziger is in de praktijk van elke dag het realiseren van aansluitingen belangrijker, ook bij vertragingen. De symmetrische dienstregeling, met in de beide reisrichtingen dezelfde reistijden en overstapmogelijkheden, is nooit volledig gerealiseerd bij NS. Opvallende uitzonderingen waren en zijn de internationale treinen. Binnen Nederland is rond Alphen aan den Rijn en Lunteren altijd afgeweken van de landelijke symmetrie, vanaf 1994 ook rond Mariënberg. Dit kwam oorspronkelijk door de beperkingen van het spoornet.
Na het gereedkomen van uitbreidingen in de infrastructuur zijn de afwijkingen in stand gebleven. De afwijkende vertrektijden op deze routes, met afwijkende aansluitingen als gevolg, gelden mede als oorzaak voor de achterblijvende ontwikkeling van het aantal passagiers op de betrokken routes. Ten slotte een vermeldenswaardig aspect: een knooppuntdienstregeling vraagt extra capaciteit op de stations. Elk kwartier of elk half uur moeten grote stromen reizigers in weinig tijd van de ene trein op de andere trein overstappen. In de periode 1970-2005 heeft NS verschillende keren de overstaptijden moeten verlengen wegens de grote aantallen passagiers die tegelijk wilden overstappen.

## Huisstijl
Om de veranderingen te onderstrepen en haar uitstraling te verbeteren voerde NS begin vanaf 1968 een nieuwe huisstijl in. De treinen die tot dan toe somber olijf-/grasgroen, donkerblauw of rood (voor dieselmaterieel) waren werden geel geschilderd en voorzien van lichtblauwe reclamebanen. NS voerde de nieuwe huisstijl redelijk consequent in al haar uitingen door. Bovendien werd, om de samenhang te benadrukken, geel de standaardkleur voor al het openbaar vervoer en werden ook trams en bussen van andere bedrijven geel geschilderd.
Niet alle materieel werd geel. Een deel van het materieel kreeg de kleuren pas in de jaren 80, andere oudere treinen hebben de nieuwe kleuren nooit gekregen.

## Frequenties
Spoorslag '70 is van start gegaan met een minimumfrequentie van ten minste één trein per uur op alle trajecten. Op maandag tot en met zaterdag overdag en op zondag vanaf het eind van de middag werd op de meeste routes elk half uur gereden, op heel rustige trajecten bleef de halfuurdienst beperkt tot de spitsuren op werkdagen.
De zondagavond was in dit opzicht een uitzondering op de zondagsrust in Nederland. Op deze avond werden vooral dienstplichtige militairen naar de kazernes vervoerd. Door de jaren heen zijn de frequenties stapsgewijs verhoogd naar halfuurdiensten gedurende de hele week op de meeste routes.

## Stoptreindiensten
In de tweede helft van de twintigste eeuw werden de steden in Nederland in een hoog tempo uitgebreid. Deze verstedelijking was al lang voor de Tweede Wereldoorlog begonnen met de Stadsuitleg bij de grote steden. Sinds de Tweede Wereldoorlog is de groei van steden sterk beïnvloed door de overheid. In de jaren zestig van de twintigste eeuw werden sommige dorpen bij de steden aangewezen om zich te ontwikkelen tot stad. Zoetermeer, Spijkenisse, Purmerend, Nieuwegein en Duiven zijn enkele voorbeelden. Voor het eerst sinds 1953 werden bij deze nieuwbouwwijken nieuwe stations, de voorstadhaltes, geopend. Verder werden bij een aantal stations parkeerterreinen, de zogeheten Park & Ride, aangelegd om de automobilist te verleiden over te stappen op de trein.
In Spoorslag '70 werden frequente stoptreindiensten in het netwerk opgenomen, juist op routes langs de nieuwbouwwijken. Frequent betekent hier: elk half uur op de meeste routes. Voor het rijden van deze diensten werd het nieuwste plan V-materieel gebruikt.
Een volgende stap in de groei-ambitie van de spoorwegen was het bestellen van nieuw Stadsgewestelijk Materieel. Dit materieel is speciaal ontwikkeld op korte haltetijden en snel optrekken zodat de stoptreinen gemakkelijker tussen de Intercitydiensten door konden gaan rijden. Een derde stap die toen al aan de orde was, was het verder integreren van de stoptreindiensten met de stedelijke metro- en sneltramnetten. Omdat dit met name in de drukke Randstad aan de orde zou zijn werd aan dit principe de naam Buurtspoormaterieel gegeven. Uiteraard sloot dit naadloos aan bij de filosofie van één samenhangend openbaar vervoernetwerk. Dit plan vond echter in die hoedanigheid geen doorgang; het zou tot in 2006 duren voor in de regio Rotterdam / Den Haag onder een nieuwe naam: RandstadRail-lijnen gingen rijden.

## Intercitydiensten

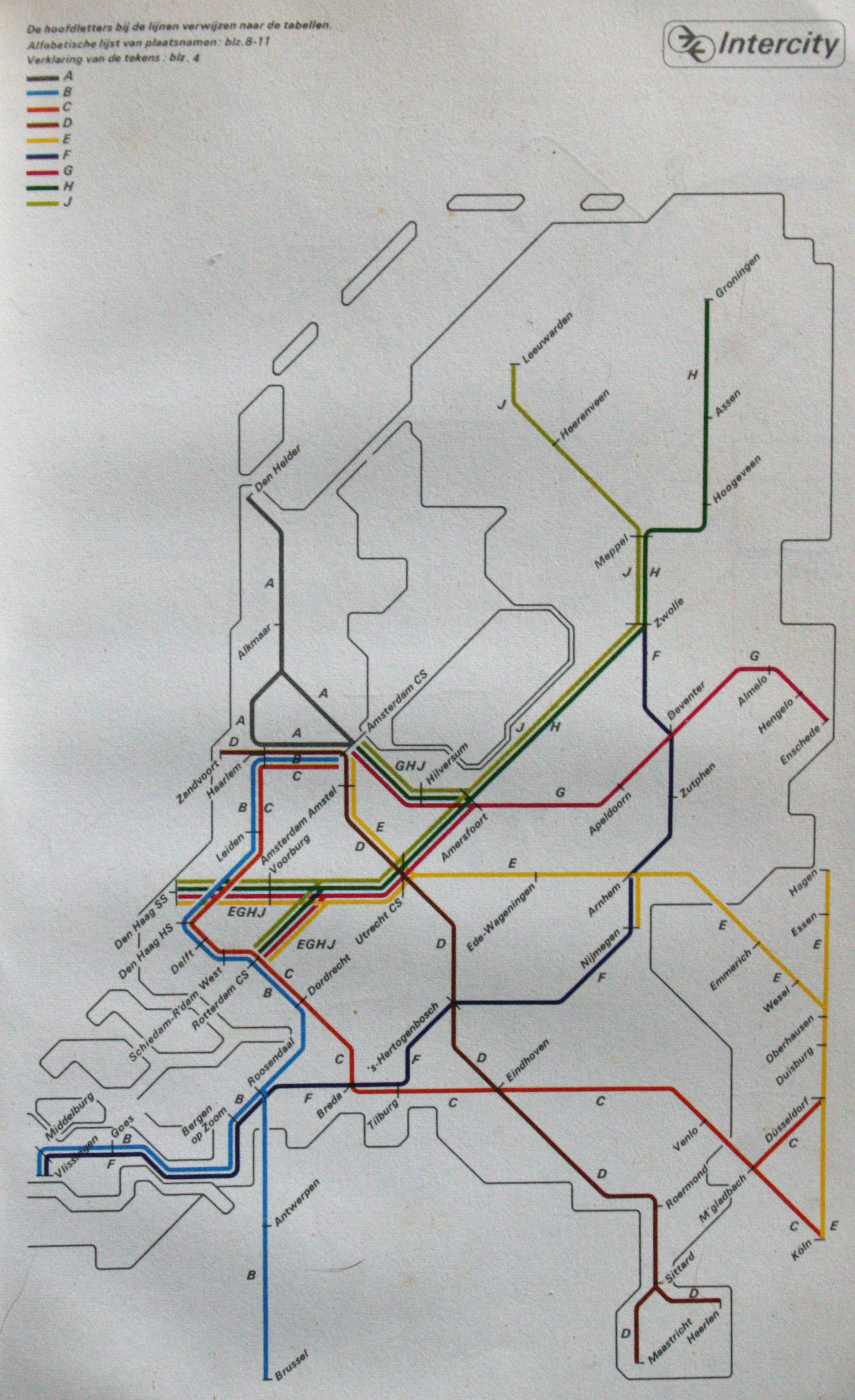
Het Intercity-netwerk van 1970.

Voor de lange afstanden werd een netwerk van Intercitydiensten opgezet. Dit bestond uit een negental verbindingen tussen de 40 belangrijkste steden, met op een groot aantal stations overstapmogelijkheden op de stoptreinen en het stads- en streekvervoer.
In de oorspronkelijke plannen werd niet gesproken van Intercitytreinen maar van exprestreinen. Ook waren er een aantal verbindingen anders gedacht dan uiteindelijk gerealiseerd. Zo was er geen exprestrein voorzien naar Den Helder en op de IJssellijn, dat zouden sneltreinen worden. Verder was de tak uit Amsterdam naar het noorden en oosten juist de exprestrein en de tak uit Den Haag en Rotterdam de stoptrein. Ook was er een exprestrein voorzien tussen Den Haag en Rotterdam via Utrecht naar Arnhem en Nijmegen die tussen Den Haag en Rotterdam en Utrecht gecombineerd zou rijden met de trein naar het oosten. Er zouden 12 expresverbindingen met de nummers 1 tot en met 12 komen die één keer per uur zouden rijden en elkaar op bepaalde trajecten en tijdstippen aanvulden tot een halfuurdienst en soms zelfs een kwartierdienst (bijvoorbeeld tussen Amsterdam en Dordrecht).
Uiteindelijk werden de IC-verbindingen als volgt en kregen letters toebedeeld:
- lijn A: Amsterdam CS – Zaandam / Haarlem – Alkmaar – Den Helder
- lijn B: Amsterdam CS – Haarlem – Leiden – Den Haag HS – Rotterdam CS – Dordrecht – Roosendaal – Vlissingen / Brussel
- lijn C: Amsterdam CS – Haarlem – Leiden – Den Haag HS – Rotterdam CS – Dordrecht – Breda – Eindhoven – Station Venlo (– Keulen)
- lijn D: Zandvoort aan Zee – Haarlem – Amsterdam CS – Utrecht CS – 's-Hertogenbosch – Eindhoven – Maastricht / Heerlen
- lijn E: Amsterdam CS – Utrecht CS – Arnhem – Nijmegen / Keulen
- lijn F: Zwolle – Arnhem – 's-Hertogenbosch – Roosendaal – Vlissingen
- lijn G: Amsterdam CS / Rotterdam CS / Den Haag CS – Utrecht CS – Amersfoort – Deventer – Enschede
- lijn H: Amsterdam CS / Rotterdam CS / Den Haag CS – Utrecht CS – Amersfoort – Zwolle – Groningen
- lijn J: Amsterdam CS / Rotterdam CS / Den Haag CS – Utrecht CS – Amersfoort – Zwolle – Leeuwarden

Deze lijnen waren opgezet op basis van de verwachte vervoervraag, de technische mogelijkheden van het spoornet en de aanwezigheid van een Rijksweg op dezelfde route. In dit netwerk ontbreken enkele schakels, met name op plaatsen waar minder concurrentie met de auto was. Bijvoorbeeld Arnhem – Zuid-Limburg, waar tussen Nijmegen en Roermond een niet-geëlektrificeerde, grotendeels enkelsporige lijn lag en ligt en bij de start van Spoorslag '70 geen autosnelweg lag. De autosnelweg Nijmegen – Roermond, de A73, is tussen 1970 en 2008 gebouwd.
In principe is het lijnennet opgebouwd uit uurdiensten, waarbij twee uurdiensten samen op een deel van de route een halfuursdienst vormden.
Op de lijnen via Amersfoort wordt gebruikgemaakt van vleugeltreinen. Dit staat voor de mogelijkheid tot het snel samenvoegen en loskoppelen van treinstellen, waarbij treindelen op een deel van de route gecombineerd reden. Voor het eigen traject werden de treindelen weer gesplitst. Het voordeel hiervan is dat op het gecombineerde traject voor de dienstregeling er sprake van was één trein in plaats van twee vlak na elkaar rijdende treinen, hetgeen kleiner capaciteitsbeslag op dat baanvak betekent. Een ander voordeel ligt in de besparing op de personeelskosten. Een gecombineerde trein spaart de inzet van een machinist uit.
In grote lijnen bestaat het vermelde intercitynet nog steeds. Wijzigingen zijn meestal het gevolg van het gereedkomen van nieuwe spoorlijnen of verbeteringen aan bestaande lijnen. Daarnaast speelde de beschikbaarheid van materieel een rol. De frequenties en later toegevoegde lijnen zijn meer afhankelijk van de ontwikkelingen in het reisgedrag en het aantal passagiers. In jaren met economische voorspoed groeit het aantal reizigers met enkele procenten per jaar. In andere jaren kan het aantal reizigers zelfs dalen.

### Materieel
Het intercitynet is gestart met het beschikbare materieel: Hondekoppen. Op de verbindingen Amsterdam – Venlo / Keulen, Zandvoort aan Zee – Maastricht / Heerlen en Zwolle – Roosendaal / Vlissingen werd voornamelijk gebruikgemaakt van getrokken materieel (locomotief plus rijtuigen). Voor de Noord-Oost intercity, via Amersfoort, is de Koploper ontwikkeld met als bijzondere eigenschap dat men tijdens de treinreis van het ene naar het andere treinstel kan wandelen. Dit was vooral handig voor het treinpersoneel en de treincatering. Bij de revisie van deze stellen, vanaf 2006, zijn de zogenoemde doorloopkoppen afgesloten.
Doordat er meer treinen gingen rijden die met een hogere (gemiddelde) snelheid reden, leidde dit tot een zwaardere belasting van het materieel. Het aantal kilometers dat per locomotief werd afgelegd nam behoorlijk toe. Voor bijvoorbeeld de locomotieven van de serie 1200 nam het aantal kilometers per loc toe van 164.000 kilometer in 1968 naar 232.000 kilometer in 1971, een stijging van 41%. Dit had gevolgen voor onderhoud en storingen voor het materieel.
NS heeft in haar bestaan altijd te maken gehad met materieeltekorten of overschotten. De ontwikkeling van het aantal reizigers gaat soms sneller dan het bouwen van nieuwe treinen. Rond 1990 was er opnieuw een tekort aan materieel. Dit leidde ertoe dat de eigen intercityrijtuigen niet meer werden ingezet op buurlandtreinen met uitzondering van Amsterdam – Brussel. NS huurde bij de DB een aantal ICK-rijtuigen en bij de NMBS diverse rijtuigen. In 2003 en 2004 werden opnieuw ICK-rijtuigen gehuurd. Uiteindelijk besloot de NS tot aankoop van een reeks ICK-rijtuigen van DB en deze te verbouwen. Eind 2006 zijn alle bij de DB aangekochte ICK-rijtuigen gemoderniseerd met nieuw interieur en gespoten in de geel-blauwe Intercitykleuren. De K4-rijtuigen van de NMBS en enkele gehuurde ICK-rijtuigen die niet zijn aangekocht van de DB zijn weer teruggegaan naar Duitsland en België.

### Sneltrein of Intercity?
Eveneens rond 1990 ontwikkelde NS nieuwe normen voor de kwaliteit van de intercity. De minimumsnelheid moest 80 kilometer per uur bedragen, de inzet van materieel moest hoofdzakelijk bestaan uit ICM-stellen of de verbouwde Mat '54-treinstellen met coachopstelling, getrokken treinen met ICR-rijtuigen of gehuurde buitenlandse rijtuigen van de Deutsche Bundesbahn. Op de normale tijden moest er catering aanwezig zijn met de minibar van Wagons-Lits. Vele treindiensten voldeden hier niet aan en daardoor werden verschillende treinparen gedegradeerd tot Sneltrein. In 2003 werd de catering in de intercity afgeschaft.
Met de komst van Dienstregeling 2007 zijn de normen voor het etiket Sneltrein en Intercity losgelaten. Het etiket Intercity kan al worden uitgedeeld wanneer een trein niet stopt op een station op de route, maar wel de snelste verbinding biedt tussen twee steden. De stoptrein Amsterdam – Zandvoort aan Zee reed bijvoorbeeld door in Haarlem Spaarnwoude en heette daarom bij NS Intercity.

### Amsterdam – Den Helder / Hoorn
In 1970 is deze dienst begonnen als combinatie: rechtstreeks van Amsterdam naar Alkmaar en via Haarlem. Vanaf Alkmaar reed men afwisselend als stoptrein naar Den Helder of Hoorn en Enkhuizen.
Als gevolg van de reizigersgroei (vooral in de spitsuren) op de verbindingen van en naar Amsterdam is deze opzet later vereenvoudigd tot Amsterdam – Den Helder, Amsterdam – Haarlem – Hoorn en een stoptrein Amsterdam – Enkhuizen waardoor passagiers minder vaak werden geconfronteerd met te korte of te lange treinen.
Voor de Intercity van Amsterdam naar Den Helder werd veel gebruikgemaakt van stoptreinmaterieel Mat '64 en het latere Dubbeldeks Stoptreinmaterieel. Bij de start van Spoorslag '70 dwong de Hembrug tussen Amsterdam en Zaandam de inzet van stoptreinmaterieel af. Van Amsterdam naar Zaandam reed de intercity gecombineerd met de stoptrein Amsterdam – Alkmaar. Pas na de openstelling van de Hemtunnel kon op deze lijn intercitymaterieel worden ingezet.
Begin jaren 90 werd deze trein gekoppeld aan de Intercitydienst Amsterdam – Arnhem – Nijmegen. Dit was in eerste instantie nodig om in Amsterdam meer perronruimte vrij te maken. Als gevolg van deze koppeling groeide het aantal reizigers sterk en heeft Noord-Holland Noord een vaste verbinding met Utrecht en verder gekregen. Bovendien kwamen er extra sneltreinen Schagen / Alkmaar – Amsterdam. Eerst tijdens de spitsuren, later op maandag – zaterdag overdag.
De trein Amsterdam – Haarlem – Hoorn heeft minder groei doorgemaakt. Als een van de oorzaken wordt de Velsertunnel gezien. Na de bouw van deze tunnel onder het Noordzeekanaal in de jaren 50 kwam de spoorlijn tussen Haarlem en Beverwijk te ver buiten de dorpen te liggen. Een andere oorzaak is de bouw van de Schiphollijn, waardoor reizigers tussen het noorden van Noord-Holland en Zuid-Holland de beschikking kregen over een alternatieve reisroute. Na de ingebruikname van de Schiphollijn tussen Amsterdam en Schiphol in 1986, kreeg de sneltrein Hoorn – Haarlem zijn eindpunt in Haarlem, waarbij tijdens drukke perioden verder wordt gereden naar Den Haag.

### Amsterdam – Roosendaal – Vlissingen / Brussel
Al voor de Tweede Wereldoorlog reed op de Oude Lijn, van Amsterdam naar Rotterdam via Haarlem, elk half uur een sneltrein. Met Spoorslag '70 werd deze sneltrein opgewaardeerd tot intercity met stops in Haarlem, Leiden en Den Haag. De trein Amsterdam – Brussel reed dagelijks, de trein Amsterdam – Vlissingen tijdens drukke momenten.
De groei van het grensverkeer was voor de Belgische NMBS aanleiding vanaf 1980 een aansluitende intercity Roosendaal – Oostende aan te bieden zodat er een halfuurdienst met Antwerpen ontstond. Deze trein stopte de eerste twee jaar niet in Essen maar sinds 1982 werd daar wel gestopt terwijl toen de Beneluxtrein daar niet meer stopte. Later is deze aansluitende IC vervangen door de doorgetrokken stoptrein Essen – Antwerpen naar Roosendaal. De trein Amsterdam – Brussel gaf in Roosendaal aansluiting op de trein Zwolle – Vlissingen, die vanaf 1988 werd ingekort tot Roosendaal met een aansluitende stoptrein Roosendaal – Vlissingen.
De komst van de Schiphollijn heeft gevolgen gehad voor deze lijn. De stop in Haarlem werd in 1986 ingeruild voor Schiphol en Amsterdam Lelylaan. Viersporigheid in de Schipholtunnel maakte in 2000 ondersteuning van deze lijn met een directe sneltrein Amsterdam – Den Haag mogelijk. Vanaf de start van deze sneltrein werd Amsterdam Lelylaan voorbijgereden.
Verdere uitbouw tot vier sporen tussen Leiden en Den Haag Mariahoeve en tussen Rotterdam en Dordrecht maakten een splitsing tussen binnenlandse en grensoverschrijdende treinen mogelijk. De intercity van Amsterdam naar Brussel is sinds juni 1998 losgekoppeld van het Nederlandse Intercitynetwerk en stopt niet meer in Leiden. Als vervanging rijdt tussen Amsterdam en Dordrecht een tweede intercity. Het gevolg van deze keuze is het vervallen van een echte halfuurdienst tussen Zeeland en de Randstad.
Tussen Amsterdam en Roosendaal (de zogeheten Beneluxtrein) werd veel gebruikgemaakt van de Hondekop en af en toe een ICM-treinstel. De trein Amsterdam – Brussel werd vanaf 1986 gereden met het Benelux ICR-materieel met een Belgische loc van de reeks 11 in trekduw-formatie. Daarvoor werd de Beneluxdienst gereden met speciale Hondekoppen en, sinds 1974, met bijeengeraapt materieel, bestaande uit een Belgische loc serie 25.5, eveneens Belgische eersteklasrijtuigen, Nederlandse tweedeklasrijtuigen en een Nederlands stuurstand- annex restauratierijtuig. De Hondekoppen zijn sinds 1996 van het spoorwegnet verdwenen en sindsdien rijden hoofdzakelijk de VIRM stellen de Intercitydienst op Amsterdam – Dordrecht / Vlissingen.

### Den Haag – Rotterdam – Breda – Eindhoven – Venlo / Keulen
De Intercitydienst van Amsterdam naar Venlo en Keulen via Rotterdam en Breda is met de opening van het nieuwe station Den Haag Centraal in 1975 gewijzigd. Tussen Amsterdam en Den Haag / Rotterdam kwamen nieuwe stop- en sneltreinen. De intercity kreeg een eindpunt in Den Haag.
De lijn Den Haag – Venlo / Keulen bestond eigenlijk uit twee uurdiensten: een sneltrein en een intercity, die in Eindhoven aansluiting gaven op de treinen naar Maastricht / Heerlen. De intercity reed elke twee uur vanaf Venlo verder naar Keulen.
Tussen 1970 en 1995 is de sneltrein stapsgewijs opgewaardeerd tot intercity. Afhankelijk van de beschikbare infrastructuur en als gevolg van de opening van voorstadhaltes werden nieuwe stoptreinen geïntroduceerd op de route. Hierdoor evolueerde de sneltrein tot intercity waarbij zelfs Delft het enkele jaren zonder stop van deze intercity moest stellen. Een grote sprong voorwaarts was de opening van de Willemsspoortunnel in Rotterdam in 1993, waarna tussen Den Haag en Eindhoven sprake was van een volledige halfuurdienst.
Rond 1995 volgden een aantal grotere wijzigingen. Vanaf Eindhoven elk uur naar Heerlen en elk uur als intercity naar Venlo. Er kwam een aparte stoptrein Eindhoven – Venlo. De twee-uursdienst Den Haag – Keulen werd opgeheven. Succesvolle vervanging bood DB in de vorm van een uurdienst Venlo – Mönchengladbach, die eerst verder reed naar Keulen en Koblenz maar later werd gekoppeld aan de RE 13 naar Düsseldorf en Hamm. De hogere frequentie, eenmaal per uur, zorgt voor meer grensoverschrijdende reizigers.
In 2004 is de rechtstreekse trein Den Haag – Heerlen weer ingekort tot Eindhoven.
De dienstregeling 2007 degradeerde de intercity Den Haag – Venlo in de jaren 2007-2010 weer tot sneltrein. De stoptrein Eindhoven – Venlo is vervallen, in plaats daarvan rijden alle treinen tussen Eindhoven en Venlo als semi-stoptrein. Wanneer de HSL Rotterdam – Amsterdam in bedrijf komt, zal tussen Dordrecht en Den Haag worden gestopt op de oude sneltreinstations.
De intercitydienst werd volledig gereden met het Nederlandse ICR-materieel, later ook met gehuurd Duits ICK-materieel of Belgisch K4-materieel. In de sneltrein werd in een enkel geval Hondekopmaterieel '54 ingezet. Met name in jaren met materieeltekorten kon men afwijkend materieel tegenkomen en werd de stam door de DB geleverd.

### Zandvoort – Maastricht / Heerlen
De Intercitydienst tussen Zandvoort aan Zee en Zuid-Limburg heeft door de jaren weinig wijzigingen ondergaan. Deze intercity is begonnen als uurdiensten Zandvoort – Maastricht en Zandvoort – Heerlen via Haarlem, Amsterdam, Utrecht, 's-Hertogenbosch, Eindhoven, Weert, Roermond en Sittard.
In de zomermaanden was in deze intercitydienst een erfenis uit de jaren vijftig opgenomen: vanaf Heerlen of Maastricht reden sommige treinen op zaterdag verder naar Valkenburg als onderdeel van de Valkenburg Expressen. Deze vakantietreinen zijn eind jaren tachtig volledig opgenomen in deze intercity en in 1994 opgeheven wegens teruglopende belangstelling. Tot en met 2005 is wel het speciale fietsenrijtuig in de zomermaanden overgebleven als herinnering aan de tijd dat NS actief inzette op vakantievervoer.
In de jaren 80 reed er 's zomers een intercity vanuit Maastricht door naar Luik-Guillemins. Na het kopmaken en het aankoppelen van de Belgische (diesel)locomotief van de reeks 55 reed deze dan door als IR-trein via Rivage, Trois-Ponts, Vielsalm en Gouvy naar Luxemburg. Tegen het eind van de middag vertrok dezelfde stam als IR-trein terug naar Luik-Guillemins. Na kopmaken en locomotiefwissel van bijna 30 minuten keerde de trein terug naar Maastricht, waar weer een wissel plaatsvond van de Belgische tractie voor een NS-locomotief. Daarna reed de trein als intercity terug met eindbestemming Haarlem. In de laatste jaren van het bestaan van deze verbinding kreeg de trein de bijnaam Ardennenexpress. In 2002 is de rechtstreekse verbinding tussen Amsterdam en Luxemburg opgeheven. Reizigers richting Luxemburg hebben nu een overstap in zowel Maastricht als Luik. Een andere mogelijkheid is om via Antwerpen naar Brussel-Noord te sporen en aldaar over te stappen naar Luxemburg.
Begin jaren 90 heeft McKinsey in opdracht van het ministerie van Verkeer en Waterstaat en NS onderzoek gedaan naar de rendabiliteit van treinseries. Dit onderzoek vond plaats in het kader van de verzelfstandiging van NS. Volgens dit onderzoek zou de route Haarlem – Zandvoort bijzonder onrendabel zijn. Wie echter de gevolgde onderzoeksmethode kritisch beoordeelt, komt tot andere conclusies. Wel had dit onderzoek gevolgen voor de intercity Zandvoort – Zuid-Limburg. Het gedeelte Zandvoort aan Zee – Haarlem werd geschrapt als intercity en vervangen door een aparte stoptrein. Tussen 1995 en 2004 werd de trein naar Heerlen ingekort tot Eindhoven ten gunste van een verbinding Den Haag – Heerlen.
De dienstregeling 2007 bracht nieuwe wijzigingen. In het kader van het Corridorrijden is deze intercity tussen Haarlem en Amsterdam vervallen. Vervanging biedt de stoptrein Zandvoort – Haarlem, die doorrijdt naar Amsterdam. In Amsterdam is de intercity Zuid-Limburg – Amsterdam gekoppeld aan de extra sneltreinen Schagen / Alkmaar – Amsterdam, waardoor een corridor Alkmaar – Utrecht is ontstaan. Tijdens de spitsuren wordt vanaf Schagen gereden, op maandag t/m zaterdag overdag is het begin- en eindpunt Alkmaar, 's avonds en op zondag is dit Amsterdam. Ook in Zuid-Limburg bracht de dienstregeling 2007 wijzigingen: zowel Heerlen als Maastricht kregen elk half uur een intercity terwijl de stop in Geleen-Oost is vervallen. Het gedeelte Heerlen – Sittard werd hiermee een vleugeltrein van het gedeelte Schagen – Maastricht. Sinds de dienstregeling van 2013 rijden alle treinen naar Maastricht terwijl de intercity uit Schiphol vanuit Eindhoven werd doorgetrokken naar Heerlen waarbij er tot Sittard een kwartierdienst bestaat. Dit is echter niet het geval in de stille uren wanneer dan een pendelintercity van/naar Heerlen in Sittard aansluiting geeft op de intercity van/naar Maastricht. In dienstregeling 2017 kwam er een vleugeltrein van de intercity Schiphol-Heerlen naar Venlo waarbij in Eindhoven werd gesplitst. In de stille uren reed de trein alleen naar Venlo en een pendelintercity tussen Sittard en Heerlen in aansluiting op de intercity naar Maastricht. Met de invoering van de 10 minutendienstregeling tussen Amsterdam en Eindhoven eind 2017 rijdt de intercity uit Schiphol uitsluitend naar Venlo en de intercity uit Enkhuizen naar Heerlen. In de stille uren rijdt echter de intercity uit Enkhuizen naar Maastricht met een pendelintercity tussen Sittard en Heerlen. Sinds eind 2024 rijdt op vrijdag, zaterdag en zondag op bepaalde tijden een treindeel naar Maastricht en een treindeel naar Heerlen.    
Op de intercity Zandvoort aan Zee – Zuid-Limburg zette NS hoofdzakelijk getrokken treinen in, aanvankelijk met rijtuigen plan E maar sinds begin jaren 80 ICR-rijtuigen. In sommige stammen reden ook enkele verbouwde Plan W-rijtuigen mee. Tot 2006 werd de treindienst uitgevoerd met de inmiddels gemoderniseerde ICR-rijtuigen op dit traject en werden bijna alle treinen voorzien van de tot stuurstandrijtuig verbouwde ICR BKD-rijtuigen, die er net zo uitzien als de Benelux-stuurstandrijtuigen. Omlopen en rangeren met de locomotief was niet meer nodig. Sinds de komst van een extra vroege en late trein werd echter deze eerste trein uit Amsterdam naar Maastricht en deze laatste trein uit Maastricht naar Amsterdam met een losse plan V gereden. 
Sinds 2006 rijden er geen getrokken treinen meer en worden er VIRM-stellen ingezet. Eind 2014 werd op de Intercity's Schiphol – Heerlen tijdelijk gebruik gemaakt van Koplopers.

### Amsterdam – Arnhem – Nijmegen / Keulen
De intercitydienst tussen Amsterdam, Utrecht, Arnhem, Nijmegen / Keulen is nauwelijks gewijzigd sinds 1970. Wel zijn er enkele bijzonderheden te vermelden. Samen met de Intercitydienst tussen Zandvoort aan Zee en Zuid-Limburg heeft vanaf 1970 een kwartierdienst tussen Amsterdam en Utrecht bestaan.
Deze lijn bestond uit de uurdiensten Amsterdam – Nijmegen en Amsterdam – Arnhem. De laatste trein reed elke twee uur verder via Emmerik en Oberhausen naar Keulen. In beide treinen waren diverse internationale dagtreinen opgenomen die vanaf Keulen verder reden naar Zuid-Duitsland, Zwitserland of Oostenrijk. Tot 1975 stopte de trein naar Nijmegen te Amsterdam Muiderpoort omdat de stoptrein naar Utrecht maar één maal per uur reed. Toen deze een halfuurdienst kreeg verviel de stop, maar stopte de intercity zonder tijdverlies in Driebergen-Zeist en Elst.
De internationale Intercitytreinen werden per 2 juni 1991 vervangen door EuroCity's met materieel van de Duitse, Zwitserse of Oostenrijkse spoorwegen. Deze EC's reden los van het Nederlandse intercitynet en zijn met ingang van 5 november 2000 vervangen door de ICE.
Begin jaren negentig leidde de koppeling met de Intercity Amsterdam – Den Helder tot een nieuwe treindienst Den Helder – Arnhem / Nijmegen. Sinds 24 mei 1998 rijden alle treinen naar Nijmegen. Wel kwamen de stops in Driebergen Zeist en Elst te vervallen.
Voor de treindienst maakte NS het meest gebruik van de Hondekoptreinstellen Mat '54. Alleen de treinen die doorreden vanuit Arnhem naar Keulen, werden met de Duitse IC-rijtuigen gereden waarbij in Emmerik van locomotief werd gewisseld. NS moest in 1993 alle met asbest geïsoleerde Hondekoptreinstellen buiten dienst plaatsen en dat betekende dat er niet voldoende Intercitymaterieel voorhanden was. Inmiddels stroomden de nieuwe Dubbeldekkerrijtuigen, DD-AR in en ook de aflevering van de locomotieven serie 1700 was in volle gang. NS zette het nieuwe Dubbeldekkermaterieel in op het traject Nijmegen – Arnhem – Amsterdam CS met afwisselend de nog overgebleven met glaswol geïsoleerde Hondekoppen, maar ook stoptreinmaterieel Mat '64 werd hier soms ingezet.
De nieuwe DD-AR-treinen getrokken of geduwd door een 1700 zijn gebouwd om in de toekomst in de Rail 21-dienstregeling AR-treinen te gaan rijden en voldoen niet aan de Intercityeisen. Het comfort voor langeafstandsvervoer was onvoldoende, de Minibar van Wagon-Lits en het latere Albron Travelcatering konden niet door de trein en er waren te veel stops voor een Intercity doordat tussen Arnhem en Nijmegen en tussen Alkmaar en Den Helder als stoptrein werd gereden. Mat '64 en de DD-AR-treinen zijn gebouwd om stoptreindiensten te rijden en hoorden niet thuis op het Intercitynet. Begin jaren 90 werd ook deze Intercitydienst gedegradeerd tot sneltrein. Uiteindelijk, half jaren 90, ging het roer om. Inmiddels stoomden de nieuwe Dubbeldekkers IRM (de huidige V-IRM)-treinstellen in. De DD-AR-stellen gingen geleidelijk in de diensten rijden waarvoor ze uiteindelijk besteld waren. De treindienst tussen Den Helder en Arnhem kreeg weer Intercitymaterieel, voornamelijk de V-IRM stellen kwamen op dit traject te rijden met een enkele afwisseling van de koploperstellen. De Travelcatering van Albron kon weer plaatsvinden door de speciale lift die in de VIRM-stellen zijn gebouwd.

### Zwolle – Roosendaal – Vlissingen
Een treindienst die wel in het Intercityboekje was vermeld en in het netwerk was opgenomen, maar nooit de Intercitystatus heeft gekregen, was de dienst tussen Vlissingen / Roosendaal en Zwolle via 's-Hertogenbosch en Nijmegen. Deze trein reed elk halfuur vanuit Zwolle naar Roosendaal en reed eens per uur door naar Vlissingen en eenmaal per uur tot Roosendaal, met aansluiting op de Intercity naar Vlissingen.
Deze trein is gestart als doorgaande stoptrein, alhoewel Wijhe, Olst en Ravenstein maar één keer per uur werden bediend en het andere halfuur werd doorgereden. Alleen tussen Zutphen en Arnhem is vanaf de start in 1970 als sneltrein gereden.
In 1981 werd de stoptrein opgewaardeerd tot sneltrein. Tussen 's-Hertogenbosch en Oss verschenen drie nieuwe stations die werden bediend door een nieuwe stoptrein tussen beide steden en verder naar Nijmegen waarna de doorgaande trein alleen nog stopte in Oss. Deze versnelling maakte een stop in Dieren en Elst mogelijk. Na een proef werd de dienst in 1988 ingekort tot Zwolle – Roosendaal. Tussen Roosendaal en Vlissingen kwam een aparte stoptrein. Deze stoptrein werd met treinstellen gereden in plaats van met getrokken treinen. Voor NS was dit een besparing: het 'omlopen' van een locomotief in Vlissingen was niet meer nodig.
De jaardienst 2007 bracht een grote wijziging. De dienst is opgedeeld in twee intercity's: een intercity Zwolle – Nijmegen en een intercity Arnhem – Roosendaal. De belangrijkste reden van deze splitsing ligt in de gebrekkige punctualiteit. De intercity Arnhem – Roosendaal rijdt als stoptrein tussen Arnhem en Nijmegen, tussen Nijmegen en Breda als intercity. Vanwege het toevoegen van een stoptrein tussen 's-Hertogenbosch en Breda zijn de stops in Tilburg West en Gilze Rijen geschrapt. De andere intercity, van Nijmegen naar Zwolle, rijdt zonder stops van Nijmegen naar Arnhem. In tegenstelling tot voorheen stoppen alle intercity's in Olst en Wijhe. Met ingang van de dienstregeling 2009 zijn beide intercity's weer gecombineerd en is de rechtstreekse verbinding Zwolle – Roosendaal weer hersteld.
De treindienst Zwolle – Roosendaal / Vlissingen kreeg bij insiders al gauw de bijnaam schrootexpres of schrootlijntje. Dit kwam doordat de NS veel verouderd materieel inzette op het traject. Eerst materieel '46 en vanaf begin jaren 80 getrokken treinen met de bekende oude blauwe Plan E-rijtuigen die vrij kwamen door de komst van de nieuwe intercityrijtuigen. Vervolgens werden deze, omstreeks 1988, in Roosendaal terzijde gezet, waardoor er materieeltekort ontstond. Daarom zette de NS een aantal bij de NMBS gehuurde M2-rijtuigen in op dit traject, aangevuld met enkele Hondekoptreinstellen Materieel '54 of enkele treinstellen mat '64 T en V. De M2-rijtuigen behoorden tot het oudste materieel van de NMBS.
Uiteindelijk werden ze vervangen door modern materieel. Een korte tijd is er gereden met getrokken treinen met een korte stam ICR-rijtuigen. DD-AR-rijtuigen waren ook aan te treffen. Vanaf 2005 werd hoofdzakelijk met VIRM-stellen gereden tussen Zwolle en Roosendaal, al kwam Materieel '64 ook voorbij. De splitsing in twee treindiensten had aan de materieelinzet niets veranderd: beide diensten leken te worden gereden met het toevallig beschikbare materieel. De in 2009 herstelde doorgaande verbinding wordt in principe gereden met ICR-treinen en VIRM-stellen. Sinds de dienstregeling van 2015 is het ICR-materieel doorgeschoven naar de Hogesnelheidslijn Schiphol - Antwerpen en rijdt op deze lijn doordeweeks het verbouwde DD-AR-materieel DDZ en in het weekend een mix van DDZ en VIRM.

### Amsterdam / Rotterdam / Den Haag – Amersfoort – Enschede / Groningen / Leeuwarden
De Intercitydiensten tussen Rotterdam of Den Haag of Amsterdam via Amersfoort naar Enschede of Groningen of Leeuwarden zijn relatief ongewijzigd sinds 1970. Binnen en buiten de spoorwereld staan deze intercitydiensten bekend onder de verzamelnaam 'IC NoordOost'. Reizigersgroei en uitbreiding van het spoornet hebben deze oorspronkelijk complexe opzet vereenvoudigd. In 1970 is deze intercitydienst met een aantal combinaties gestart.
De eerste combinatie reed dagelijks elk uur tussen Amsterdam, Hilversum, Amersfoort en Zwolle als intercity. Vanaf Zwolle ging het verder als stoptrein naar Leeuwarden en Groningen. Het splitsen en combineren van het Groninger en Friese deel gebeurde eerst in Meppel. Later is dit richting Amsterdam verhuisd naar Zwolle, vanaf midden jaren 80 werd in beide richtingen in Zwolle de vleugeltrein bijgeplaatst of afgekoppeld.
In Amersfoort was en is aansluiting met de tweede combinatie, die ook dagelijks elk uur reed. Vanaf Den Haag via Voorburg en Gouda naar Utrecht. In Utrecht kwam het deel uit Rotterdam erbij. Gezamenlijk ging het verder via Amersfoort en Apeldoorn naar Deventer. Hier werd de trein gesplitst in een intercity en een stoptrein naar Enschede.
Bij de start van spoorslag '70 was binnen deze combinatie nog sprake van een twee-uursdienst. Het ene uur reed het deel uit Den Haag tussen Deventer en Enschede als intercity, het deel uit Rotterdam reed op dezelfde route als stoptrein. Het tweede uur werd dit omgedraaid. Later is dit eenvoudiger geworden: het treindeel uit Den Haag reed als stoptrein, het Rotterdamse deel werd de intercity. Opgemerkt moet worden dat tot ca. 1990 's avonds en op zondag tot 16 uur tussen Deventer en Enschede alleen de stoptreinen elk uur reden en geen intercity's. Halverwege de jaren negentig van de twintigste eeuw leidde de 'intercity-norm' en materieeltekort tot ontkoppeling van stoptrein en intercity. Het deel uit Den Haag reed niet verder dan Deventer, de stoptrein Deventer – Almelo – Enschede werd uit de IC NoordOost gehaald en ging als aparte stoptrein verder.
De derde combinatie is Amsterdam – Enschede. Hierin waren sommige internationale treinen Amsterdam – Osnabrück en verder richting Scandinavië en Polen opgenomen. In dat geval ging de trein vanaf Hengelo via Oldenzaal de grens over. De internationale treinen hebben tussen 1992 en 2006 los van de overige intercity's gereden, met minder stops maar zeker niet sneller. Er zijn jaren geweest waarin de internationale treinen een half uur werden 'geparkeerd' in Almelo. De trein Amersfoort – Enschede had en heeft in Amersfoort aansluiting met de vierde en laatste combinatie.
Tussen Den Haag / Rotterdam en Leeuwarden / Groningen werd in 1970 overdag en op zondagavond een volledige intercitydienst aangeboden. Ten noorden van Zwolle werd alleen gestopt in Assen richting Groningen en in Steenwijk en Heerenveen richting Leeuwarden. Ook hier is lange tijd een twee-uurdienst geweest, waarbij steeds de eindbestemmingen werden gewisseld. Het eerste uur van Groningen naar Rotterdam en van Leeuwarden naar Den Haag, het tweede uur van Groningen naar Den Haag en van Leeuwarden naar Rotterdam. In de loop van de jaren negentig is dit vereenvoudigd tot vaste uurdiensten.
De Schiphollijn heeft het routedeel Amsterdam – Amersfoort beïnvloed. Vanaf de opening van de Westtak tussen Amsterdam en Schiphol in mei 1986 zijn de intercity's vanaf Amsterdam verder gaan rijden als stoptrein naar Schiphol en Hoofddorp. Na de opening van de Zuidtak (Amsterdam RAI – Weesp) in 1993 moesten intercityreizigers tot 1995 wachten voor een snellere verbinding met Schiphol. In dat jaar werd de treindienst rond Weesp en Hilversum herzien. Met gewijzigde materieelinzet en reizigersgroei als belangrijkste oorzaak, reden de intercity's in het vervolg Hilversum voorbij. De intercitydienst werd gesplitst in een trein Amersfoort – Amsterdam Centraal Station en een nieuwe vleugeltrein Amersfoort – Schiphol via Amsterdam-Zuid. Later werd dit omgedraaid en werd Amersfoort – Amsterdam Centraal Station de vleugeltrein.
Tussen Den Haag of Rotterdam en Utrecht neemt Gouda een bijzondere plaats in. Vanaf 1970 stopte er 1 intercity per uur in Gouda, tussen Den Haag en Utrecht. Een tweede stop per uur was lange tijd onmogelijk in verband met de openingstijden van de lage, driesporige Gouwebrug. De komst van nieuwe langeafstandstreinen rond 1990 liet alle intercity's uit de IC NoordOost Gouda voorbijrijden.
Station Rotterdam Alexander is midden jaren tachtig toegevoegd als intercitystation. Uitbreiding van de sporen rond Gouda en de bouw van een nieuwe, hoge, viersporige Gouwebrug in 1989 hebben onder andere de bestemmingen Rotterdam en Den Haag in de IC NoordOost laten omdraaien. Om de aansluitingen in Rotterdam te halen, moest het Rotterdamse deel als eerste uit Utrecht vertrekken, gevolgd door het Haagse deel. Rond 1998 is dit omgedraaid, waardoor Rotterdam de rechtstreekse treinen naar Enschede en Groningen verloor ten gunste van Den Haag.
De dienstregeling 2007 bracht de eerste grote wijzigingen in de IC NoordOost sinds 1970. Amsterdam Centraal – Amersfoort is een aparte intercity geworden, die tijdens (volgens NS) drukke uren verder rijdt naar Apeldoorn en Deventer. Een opvallende keuze, want hiermee is het centrum van de hoofdstad niet langer rechtstreeks bereikbaar vanuit het Noorden en Oosten van Nederland. Reizigers uit deze landsdelen worden verwezen naar de intercity via Amsterdam Zuid. Daarnaast zijn de internationale treinen naar Hannover en Berlijn geïntegreerd in de binnenlandse intercitydienst tussen Hengelo en Amsterdam Centraal / Schiphol. Voor reizigers van en naar Enschede reed in aansluiting op deze trein een pendeltrein tussen Hengelo en Enschede. Hilversum is sinds december 2007 weer een halte voor Intercity's, in Gouda stoppen alle intercity's naar Rotterdam en Den Haag terwijl Voorburg is vervallen als intercitystop. Met de ingebruikname van de Hanzelijn in 2012 werd de IC NoordOost verdeeld over 2 routes. Een halfuurdienst Den Haag Centraal, Leiden, Schiphol, Amsterdam Zuid, Almere Centrum, Lelystad Centrum, Zwolle en vandaar afwisselend naar Leeuwarden en Groningen en een halfuurdienst Rotterdam Centraal, Gouda, Utrecht, Amersfoort, Zwolle en vandaar ook afwisselend naar Leeuwarden en Groningen. Er wordt niet meer gecombineerd en gesplitst en beide diensten sluiten in Zwolle op elkaar aan. In Almere sluit een IC verbinding naar Amsterdam Centraal aan.
De materieelinzet is door de jaren weinig veranderd. Halverwege de jaren 80 was de NoordOost het werkterrein van de Hondekoptreinstellen, maar deze werden langzamerhand allemaal vervangen door de speciaal ontwikkelde ICM-koploperstellen. De treinen Amsterdam – Enschede werden voornamelijk gereden met de Hondekopstellen materieel '54; rond 1990 vooral met getrokken treinen bestaande uit ICR-rijtuigen. Treinen die niet doorreden naar Enschede, maar via Oldenzaal het land verlieten, bestonden vaak uit een bonte samenstelling van rijtuigen van Duitse, Deense en soms Zweedse of Noorse afkomst.

## IC'90-treinen
Ruim twintig jaar na de start van het intercitynet was het aantal reizigers in deze treinen zover gegroeid, dat NS kon beginnen met nieuwe Intercity of Sneltreinverbindingen. Directe aanleiding was een nieuw contract met het ministerie van Onderwijs, wat vrij reizen voor studenten voor een extreem lage prijs inhield. De Studenten OV-kaart veroorzaakte een extreme reizigersgroei en materieeltekorten.
In de zomerdienstregeling van 1991 voerde de NS de zogenaamde IC'90-treinen in. Er was behoefte naar meer en snellere verbindingen vanuit Utrecht naar Eindhoven, Arnhem, Zwolle en Gouda, bij voorkeur elke 15 minuten.
Deze nieuwe treinen reden bij de start in de brede spitsuren en op zondag na 16 uur. Het ging om de treinen Rotterdam / Den Haag – Utrecht – Arnhem – Nijmegen / Zevenaar en Eindhoven – Utrecht CS – Zwolle. De komst van deze treinen betekende wel het einde van de doorgaande stoptrein Rotterdam / Den Haag – Zutphen / Nijmegen. Een overstap in Utrecht was het gevolg.
Tussen Rotterdam / Den Haag en Arnhem stopte de nieuwe trein op de bestaande intercity-stations en verder in Woerden en Veenendaal-De Klomp. Alleen Voorburg werd voorbijgereden. In plaats daarvan kreeg Zoetermeer een sneltreinverbinding. In de eerste jaren reden de treinen elk uur naar Den Haag dan wel Rotterdam. Later werd in Gouda gesplitst en gecombineerd in een Haags en Rotterdams deel.
In de nieuwe trein Eindhoven – Zwolle werden de bestaande spitstreinen tussen Utrecht en Zwolle opgenomen. Het bijzondere van de treinen Eindhoven – Zwolle was dat een deel van de treinen begon of eindigde in Horst-Sevenum, Weert, Maastricht of Heerlen waarbij op sommige tijdstippen ook tussen Sittard en Eindhoven een kwartierdienst ontstond. Een deel van de treinserie eindigde in Leeuwarden of Groningen, een enkele trein begon zelfs in Nunspeet. Men kon in de spits tussen 's-Hertogenbosch en Zwolle reizen met deze IC '90-trein via Utrecht of via de gebruikelijke route via Nijmegen en Deventer.
Voor deze treindiensten zette de NS hoofdzakelijk de treinstellen Mat '54 in maar ook Mat '64 en de DDM en DD-AR stammen zijn in de treinen te vinden. Later is de inzet van Dubbeldeks Stoptreinmaterieel beperkt ten gunste van de koplopers, het dubbeldeks Interregio Materieel en getrokken treinen met intercity-rijtuigen.
NS heeft de indruk gewekt jarenlang niet goed te weten hoe deze nieuwe treinen een vaste plaats in het netwerk te geven. Met elke nieuwe dienstregeling werden wijzigingen doorgevoerd of weer teruggedraaid.
De route Zwolle – Utrecht is na enkele jaren weer teruggaan naar de IC NoordOost, de extra treinen Eindhoven – Utrecht reden in de spits door naar Amsterdam. Tegelijk is eind jaren negentig het stoptrein-aanbod ingekrompen om deze extra treinen de hele week elk half uur te kunnen laten rijden. Materieel- en personeelstekorten dwongen NS vanaf september 2001 deze treinen alleen op maandag-vrijdag overdag te laten rijden. De opening van de Utrechtboog in 2006, tussen Amsterdam RAI en Amsterdam Bijlmer, zorgde voor verlegging van de treindienst Eindhoven – Amsterdam naar Eindhoven – Schiphol. Waarbij tussen Utrecht en Eindhoven nog steeds sprake is van een beperkte dienstregeling, de extra intercity rijdt alleen overdag en niet de hele dag.

## Ontwikkelingen na 1970
Door Spoorslag '70 heeft NS zijn positie in de Nederlandse maatschappij voor vele jaren bestendigd. Het is een voorbeeld geweest voor veel buitenlandse spoorwegmaatschappijen die de principes met wisselend succes hebben overgenomen. De dienstregeling van de Zwitserse spoorwegen is een mooi voorbeeld van succesvolle overname van deze principes.
Belangrijk onderdeel van Spoorslag '70 was het principe van subsidiëring op basis van maatschappelijke functie. De eerste jaren heeft dit als basis voor de verhoudingen tussen overheid en spoorwegbedrijf goed gefunctioneerd. Subsidiëring was een middel dat goed paste in het toenmalige idealistische politieke klimaat. Eind jaren tachtig en begin negentig had het idealistische klimaat plaatsgemaakt voor bezuinigingen en marktdenken bij de overheid. Daarom is de NS begin jaren 90 ingrijpend gereorganiseerd, als voorbereiding op een nooit gerealiseerde beursgang. De maatschappelijke functie van het openbaar vervoer werd in die tijd van minder belang geacht.
Spoorslag '70 maakte het Nederlandse spoorwegennet efficiënter, maar ook kwetsbaarder. Kleine wijzigingen leiden al snel tot een minder goed of zelfs niet-functioneren van het openbaar vervoer als systeem.
Om de maatschappelijke ontwikkelingen te volgen zal elk openbaar vervoersbedrijf van tijd tot tijd zijn dienstverlening tegen het licht moeten houden. Maurits van Witsen stelde eind jaren 80 een grootscheepse revisie van Spoorslag '70 voor, dit heeft geresulteerd in het toekomstplan Rail 21. Maar Van Witsen kreeg niet meer de ruimte die begin jaren 70 mogelijk was vanwege het veranderde maatschappelijk klimaat.
Binnen NS durfden de planningsafdelingen het niet meer aan de krappe benutting van de infrastructuur die Spoorslag '70 kenmerkte, verder te benutten. Zij specificeerden een steeds verder uitdijende lijst nieuw te bouwen infrastructuur. De financiële positie en de weg naar zelfstandigheid lieten NS kiezen voor het meer rendabele intercityvervoer ten koste van de maatschappelijk gewenste uitbreiding van het vervoer over korte afstanden. Ten slotte stelden opeenvolgende kabinetten nauwelijks geld beschikbaar voor uitbreiding van de bestaande infrastructuur maar decentraliseerden de regie over het openbaar vervoer naar de provincies.
De maatschappelijke verhoudingen in Nederland zijn sinds 1970 oneindig veel complexer geworden, de spoorwegen moeten daarbinnen functioneren. Vele partijen hebben belang bij de dienstregeling van de spoorwegen en willen meepraten. De macht over de dienstregeling is niet meer zo gecentraliseerd dat het mogelijk is dat één partij te gunnen een nieuwe dienstregeling zoals Spoorslag '70 kan maken. Binnen de spoorsector worden daarom methoden om met een organische planning de dienstregeling geleidelijk aan te passen en te optimaliseren op de zich ontwikkelende vervoervraag als kansrijker beschouwd.
In de periode 1990-2005 is de rol van de NS drastisch veranderd. Het bedrijf is in verschillende organisaties opgedeeld. Op sommige regionale lijnen rijden de NS niet meer, maar verzorgen nieuwe vervoerders het passagiersvervoer. In het goederenvervoer is de concurrentie groter: in 2006 waren in Nederland acht verschillende vervoermaatschappijen actief.
De dienstregeling van 2007 was een resultante van deze veranderingen. Kenmerkend voor deze wijziging was het loslaten van de belangrijkste principes uit Spoorslag '70: er is niet langer sprake van consequente aansluitingen. Met name de aansluitingen tussen de verschillende maatschappijen zijn onder druk komen te staan. Vaste vertrektijden hebben te lijden onder de behoeften van de goederenvervoerders, die enkele keren per dag hun dienstverlening willen uitvoeren. De dienstregeling is niet langer symmetrisch maar wordt per reisrichting apart opgesteld. Ten slotte heeft NS besloten het aantal treinsoorten te reduceren tot twee: stoptreinen en intercity's - op het drukke spoornet is nauwelijks meer ruimte voor echt snelle treinen. Een groot aantal intercity's is, door extra stops en lagere rijsnelheden, feitelijk gedevalueerd tot sneltrein.
Met de geleidelijke invoering van de dienstregeling 2007 in de jaren 2007-2009 werd het tijdperk van Spoorslag '70 afgesloten.
1970 
· 2007-2009
(2008 
· 2009)
· 2010 
· 2011 
· 2012
· 2013
· 2014
· 2015
· 2016
· 2017
· 2018
· 2019
· 2020
· 2021
· 2022